# D'Chimbo
D'Chimbo (Gabon, ? - Cayenne, 1862) was een crimineel die gedurende enkele jaren de omgeving van Cayenne terroriseerde. Hij had de reputatie over magische krachten te beschikken en onkwetsbaar te zijn. Hij werd uiteindelijk gevangen genomen, gevonnist en geëxecuteerd.

## Levensloop
D'Chimbo werd geboren in Gabon en kwam als arbeider naar Frans-Guyana. Na de afschaffing van de slavernij was er nood aan werkkrachten en hiervoor werden mannen aangevoerd uit zwart Afrika en India. D'Chimbo werd te werk gesteld langs de rivier Approuague, maar kwam al snel in conflict met zijn bazen. Hij dook onder en maakte de omgeving van Cayenne onveilig met gewapende overvallen, verkrachtingen en moorden. Hij werd enkele keren aangehouden maar wist telkens te ontsnappen. Omdat hij ook heelhuids uit enkele vuurgevechten kwam, kreeg D'Chimbo een mythische status en gold als onkwetsbaar. Daar maakte hij gebruik van om zijn handlangers en zijn slachtoffers angst aan te jagen.
D'Chimbo werd in 1861 door een van zijn Gabonese handlangers verwond aan de arm en vastgebonden. Naar verluidt lukte dit enkel door gebruik te maken van magie. Hij werd overgeleverd aan de Franse autoriteiten. Hij werd door het Hof van Assisen van Cayenne veroordeeld tot de doodstraf. Hij werd in 1862 onthoofd met de guillotine. Zijn laatste woorden aan de priester die hem bijstond met woorden over het hemels paradijs, zouden luiden: Oui ouah! d'abô piss ça tellement bon pou ki ça to pas ka prend mo place? (Ja, ten eerste, omdat het daar zo goed is, waarom neem jij dan mijn plaats niet in?).

## Reputatie
Een foto van het hoofd van D'Chimbo werd tentoongesteld in het museum van Cayenne en zijn hoofd op sterk water werd bewaard in het hôpital Jean Martial. Nadat deze situatie was onthuld in een Amerikaanse krant, werd er vanuit Parijs bevolen het hoofd van de misdadiger te begraven. In de orale traditie van Frans-Guyana werd D'Chimbo een mythe. Hij werd onderwerp van gedichten en van een theaterstuk en werd soms gezien als een vrijheidsstrijder.